# Ubojstva po abecedi
Ubojstva po abecedi (izdan 1936.) je kriminalistički roman Agathe Christie u kojem su glavni likovi Hercule Poirot, satnik Arthur Hastings i viši inspektor Japp. 

## Radnja
Serijski ubojica šalje Poirotu brzojav u kojem mu najavljuje ubojstvo. Ubojica se potpisuje kao A.B.C. Poirot s Hastingsom (koji se vratio s odmora) ide k Jappu i pokazuje mu pismo. 
Ubojstvo se zbilja dogodilo. Žrtva je Alice Ascher iz Andovera. Poirotu dolazi drugo pismo koje govori o drugom ubojstvu pod slovom B. To je Betty Barnard iz Bexhilla. Treća žrtva sa slovom C je Sir Carmichael Clarke iz Churstona. jedino što povezuje ubojstva je Vodič za željeznice ABC. 
Poirot zaključuje da je ubojica poznavao sve osobe. Nakon toga policiji se predao Alexander Bonaparte Cust. Slučaj ja završen, no Poirot nije zadovoljan jer Cust pod prisilom dokaza protiv njega tvrdi da je počinio ubojstva, no nije siguran da se sjeća što je sve počinio.

## Ostalo
Poirotovo objašnjenje o savršenom zločinu kasnije je pretvoreno u roman Karte na stol.

## Ekranizacija
Prvi put je ekraniziran 1965. u filmu s Tonyjem Randallom u glavnoj ulozi.
Drugi put je ekraniziran u četvrtoj sezoni (1992.) TV serije Poirot s Davidom Suchetom u glavnoj ulozi.

## Poveznice
- Ubojstva po abecedi  Arhivirana inačica izvorne stranice od 14. srpnja 2014. (Wayback Machine) na Agatha-Christie.net, najvećoj domaćoj stranici obožavatelja Agathe Christie